# Özbir
Özbir ist ein türkischer männlicher Vorname und Familienname.

## Namensträger

### Familienname
- Ertaç Özbir (* 1989), türkischer Fußballspieler
- Selahattin Özbir (* 1974), deutsch-türkischer Fußballspieler